# Wanted Dead or Alive
«Wanted Dead or Alive» (en español: «Buscado muerto o vivo») es una power ballad interpretada por la banda de glam metal estadounidense Bon Jovi, incluida en su tercer álbum de estudio Slippery When Wet (1986).  La canción fue escrita por el líder y vocalista de la banda Jon Bon Jovi, coescrita por el guitarrista Richie Sambora y producida por Bruce Fairbairn, Fue lanzado como el tercer sencillo del álbum por la empresa discográfica Mercury Records el 16 de febrero de 1987. Es un tema clásico del grupo, y habitualmente está presente en sus conciertos. En esta canción, Jon Bon Jovi usa una guitarra electro-acústica, y Richie Sambora, al comienzo de la canción utiliza una guitarra electro-acústica de doble mástil, pero desde el solo hasta el final, toca una guitarra eléctrica. El solo de "Wanted Dead or Alive",  está en la posición #100 de la lista de "Los 100 mejores solos de guitarra por Guitar World" .
En los conciertos, la estrofa siguiente al estribillo que va después del solo, la cantan Jon y Richie a dúo.
La canción está incluida en los DVD Live From London (1995) y The Crush Tour (2000), y en el álbum en directo One Wild Night Live 1985-2001 (2001). Además está presente en el álbum Greatest Hits (2010), siendo este el segundo álbum recopilatorio de Bon Jovi.
La propia banda hizo una versión acústica del tema, para el álbum This Left Feels Right (2003).

## El vídeo
El videoclip de Wanted Dead Or Alive fue realizado íntegramente en blanco y negro, con filmaciones del cineasta Derek M. Allen. Muestra grabaciones de la extensa gira que hizo la banda en aquellos años por Estados Unidos, e imágenes detrás y sobre el escenario, la cual contó con la dirección de Wayne Isham. Esta versión es significativamente más breve que la presentada en el álbum (4:10 minutos),  al ser editada en su sección final.

## Créditos y personal
- Jon Bon Jovi - voz principal y coros, guitarra electro-acústica.
- Richie Sambora - guitarra electro-acústica de doble mástil, guitarra eléctrica y coros.
- David Bryan - sintetizadores y piano.
- Alec John Such - bajo y cabasa.
- Tico Torres - batería y cortinas.

## Posicionamiento en listas y certificaciones
| Lista (1987)                            | Mejor posición |
| --------------------------------------- | -------------- |
| Alemania (Media Control AG)             | 47             |
| Australia (Kent Music Report)           | 13             |
| Bélgica (Flandes) (Ultratop 50)         | 36             |
| Canadá (RPM Top Singles)                | 17             |
| Estados Unidos (Billboard Hot 100)      | 7              |
| Estados Unidos (Mainstream Rock Tracks) | 13             |
| Irlanda (IRMA)                          | 6              |
| Nueva Zelanda (Recorded Music NZ)       | 5              |
| Países Bajos (Dutch Top 40)             | 24             |
| Reino Unido (UK Singles Chart)          | 13             |

| Lista (2000–01)                    | Mejor posición |
| ---------------------------------- | -------------- |
| Alemania (Media Control AG)        | 45             |
| Países Bajos (Mega Single Top 100) | 26             |

| País           | Organismo certificador | Certificación | Ref.   |
| -------------- | ---------------------- | ------------- | ------ |
| Estados Unidos | RIAA                   | 4× Platino    | [ 11 ] |
| Reino Unido    | BPI                    | Oro           | [ 12 ] |